# Stora Rör
Stora Rör är en bebyggelse  i Högsrums socken Borgholms kommun och, till en mindre del, i Glömminge socken Mörbylånga kommun i Kalmar län, belägen på västra Öland ungefär mittemellan Borgholm och Färjestaden.
Från Stora Rör fanns före Ölandsbrons öppnande en färjeförbindelse till Revsudden på Skäggenäs i Ryssby  socken i Småland. Här är avståndet mellan Öland och fastlandet som kortast.
Området var av SCB före 2015 klassat som två småorter, benämnda Stora rör och Rälla tall. 2015 klassades området av SCB som bestående av en gemensam tätort benämnd Stora Rör. 2018  hade sedan bofolkningstalet sjunkit under 200 och den klassades då inte längre som en tätort utan som småort. 

## Befolkningsutveckling
| Befolkningsutvecklingen i Stora Rör 1990–2015                                 | Befolkningsutvecklingen i Stora Rör 1990–2015 | Befolkningsutvecklingen i Stora Rör 1990–2015 | Befolkningsutvecklingen i Stora Rör 1990–2015 | Befolkningsutvecklingen i Stora Rör 1990–2015 |
| ----------------------------------------------------------------------------- | --------------------------------------------- | --------------------------------------------- | --------------------------------------------- | --------------------------------------------- |
|                                                                               |                                               |                                               |                                               |                                               |
| År                                                                            |                                               |                                               | Folkmängd                                     | Areal (ha)                                    |
| 1990                                                                          | 1990                                          |                                               | 148                                           | 28#                                           |
| 1995                                                                          | 1995                                          |                                               | 166                                           | 32#                                           |
| 2000                                                                          | 2000                                          |                                               | 147                                           | 33#                                           |
| 2005                                                                          | 2005                                          |                                               | 154                                           | 38#                                           |
| 2010                                                                          | 2010                                          |                                               | 158                                           | 52#                                           |
| 2015                                                                          | 2015                                          |                                               | 209                                           | 118                                           |
| Anm.: sammanväxt 2015 med Rälla tall som tätort, ej tätort 2018 # Som småort. |                                               |                                               |                                               |                                               |

## Sportdykning
Stora Rör är även en dykplats för sportdykare. Istigning sker vanligtvis vid utsidan av stenpiren i Störa Rörs hamn. Botten består framförallt av dy, sten, sand och sjögräs med ett maxdjup på ca 8 meter. Fiskarter som tångsnälla och  plattfisk påträffas ofta på platsen.